# Graafschap Isenburg-Wächtersbach
Isenburg-Wächtersbach was een graafschap binnen de Boven-Rijnse Kreits van het Heilige Roomse Rijk.
In 1687 vindt er een verdeling plaats van het graafschap Isenburg-Büdingen tussen de vier zonen van graaf Johan Ernst.
- Johan Casimir krijgt Büdingen
- Ferdinand Maximiliaan krijgt Wächtersbach
- Georg Albrecht krijgt Meerholz
- Karel August krijgt Marienborn (uitgestorven in 1725)

Het gebied bestaat uit de gerechten Wächtersbach, Spielberg, 5/12 Assenheim (2/12 in bezit van Hanau-Münzenberg en 5/12 in bezit van Solms-Rödelheim). Ook het slot Ronneburg komt aan dit graafschap. Na het uitsterven van de tak Isenburg-Marienborn in 1725 komt daar nog een deel van het gerecht Wolferborn bij. 
Artikel 24 van de Rijnbondakte van 12 juli 1806 stelt de bezittingen van de graven van Isenburg-Büdingen, Wächtersbach en Meerholz onder de soevereiniteit van het vorstendom Isenburg: de mediatisering.
In 1813 wordt het vorstendom Isenburg bezet door geallieerde troepen. Het komt onder het bestuur van Oostenrijk. Op het Congres van Wenen in 1815 dient het bij de onderhandelingen als ruilobject. In 1816 komt het aan het groothertogdom Hessen-Darmstadt als schadeloosstelling voor het verlies van het hertogdom Westfalen. Vervolgens speelt het een rol in de onderhandelingen tussen het groothertogdom Hessen-Darmstadt en het keurvorstendom Hessen-Kassel.
Uiteindelijk blijft Büdingen bij Hessen-Darmstadt en komen Wächtersbach en Meerholz aan Hessen-Kassel.

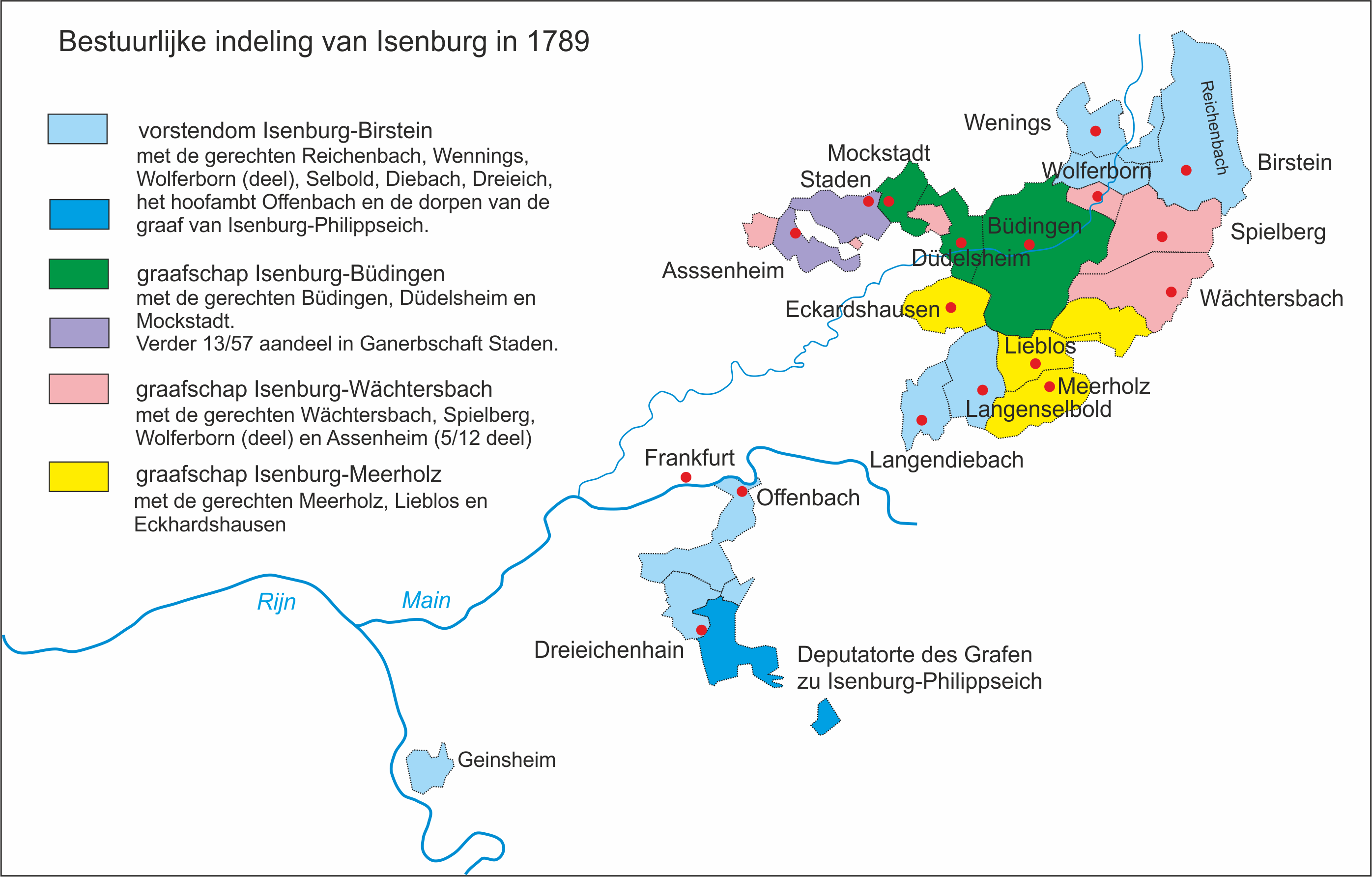
administratieve indeling van Isenburg in 1797

## Regenten
| regering  | naam                     | geboren    | overleden | familie         |
| --------- | ------------------------ | ---------- | --------- | --------------- |
| 1687-1703 | Ferdinand Maximiliaan I  | 3-1-1662   | 14-3-1703 |                 |
| 1703-1755 | Ferdinand Maximiliaan II | 12-1-1692  | 21-4-1755 | zoon            |
| 1755-1778 | Ferdinand Casimir I      | 19-1-1716  | 16-9-1778 | zoon            |
| 1778-1780 | Ferdinand Casimir II     | 17-10-1752 | 1-12-1780 | zoon            |
| 1780-1798 | Adolf I                  | 20-8-1722  | 19-4-1798 | broer van vader |
| 1798-1805 | Lodewijk Maximiliaan I   | 28-7-1741  | 23-6-1805 | broer           |
| 1805-1806 | Lodewijk Maximiliaan II  | 21-5-1791  | 25-2-1821 | zoon            |